# Криніц Моріц Перецович
Моріц Перецович Кри́ніц (30 червня 1909, Чернівці — 15 березня 1973, Чернівці) — український радянський художник; член Спілки радянських художників України з 1947 року.

## З біографії
Народився 30 червня 1909 року в місті Чернівцях (нині Україна). Упродовж 1929—1933 років навчався у Берлінській академії мистецтв.
Мешкав у Чернівцях в будинку на вулиці Руській, № 20, квартира № 1. Помер у Чернівцях 15 березня 1973 року.

## Творчість
Працював у галузях станкового живопису і станкової графіки. Створював портрети і пейзажі з елементами імпресіонізму. Серед робіт:
- «Долина Пруту» (1950);
- «Похмурий день» (1956);
- «Околиці Чернівців» (1957);
- «Свинарка колгоспу імені Шевченка Вашківського району С. Лунгу» (1960);
- «Стоги в Карпатах» (1962);
- «Вид на Чернівці» (1965, картон, олія);
- «Міський пейзаж» (1969);
- «Карпатський краєвид» (1969);
- «Осінь на Буковині» (1970);
- «Індустріальний пейзаж» (1970).

Брав участь у республіканських виставках з 1960 року.
Деякі твори зберігаються у Чернівецькому художньому музеї.

## Лутература
- Криніц Моріц Перецович // Українські радянські художники : довідник / відпов. ред. І. І. Верба. — Київ : Мистецтво, 1972. — С. 241.;
- Криніц Моріц Перецович // Митці Буковини. Енциклопедичний довідник / Т. Дугаєва, І. Міщенко. — Чернівецька обласна організація Національної спілки художників України. — Чернівці : «Золоті литаври», 1998. — Т. 1. Члени Національної спілки художників України 1940—1998. — С. 63. — 1000 прим. — ISBN 966-95431-9-3.;
- І. І. Міщенко. Криніц Моріц Перецович // Енциклопедія сучасної України / ред. кол.: І. М. Дзюба [та ін.] ; НАН України, НТШ. — К. : Інститут енциклопедичних досліджень НАН України, 2014. — Т. 15 : Кот — Куз. — 711 с. — ISBN 978-966-02-7305-4.